# Пенья, Карлос (футболист)
Карлос Гонсалес Пенья (исп. Carlos Gónzalez Peña; род. 28 июля 1983, Саламанка, Кастилия и Леон) — испанский футболист, защитник; тренер.

## Биография
Начал играть в клубе «Барселона», где его карьера не была достаточно успешной. В «Барселоне» футболист играл только за команду B и C на протяжении пяти лет. Реализовать себя Пенья смог в клубе «Альбасете» второго дивизиона. В составе этой команды он появлялся на поле более чем в 100 официальных матчах в течение трёх сезонов.
В сезоне 2009/10 года Пенья остался в той же весовой категории, но в другом клубе — футболист подписал четырёхлетний контракт с клубом «Рекреативо». Уже после первого сезона полузащитник переехал в «Реал Вальядолид», который выбыл из высшей лиги.